# 章陬
章陬（1412年—15世紀），字仲寅，號約齋，浙江台州府黃巖縣店頭人，明朝政治人物。

## 生平
章陬自幼喪父但聰明，事伯父猶如父親，忠厚地教誨諸弟，未成年已中宣德四年（1429年）己酉科浙江鄉試第二名舉人，正統元年（1436年）丙辰科會試第二名，二甲第十四名進士，授行在禮部主事，不久因病告歸。
後來章陬獲起用為兵部武庫司主事，為官恬靜，仍居住於陋宅，看到古書總會轉錄，任鄉試同考官稱得士，景泰六年（1455年）奉命編修《續宋元資治通鑑綱目》，不久在史館暴卒，著有《書經提要》、《約齋稾》，翰林學士劉定之為他寫下墓誌銘，入祀鄉賢祠。

## 家族
曾祖章谷林。祖父章日孜。父章子良。母鄭氏。永感下。娶任氏。

## 引用
1. 1 2  光緒《黃巖縣志·卷二十·人物志四》：章陬，字仲寅，號約齋，店頭人。幼穎悟，日誦數千言，未冠領鄉薦第二，益肆力學，後試春官亦第二，授禮部主事，以疾告歸。少孤，事其伯父猶父，撫誨其諸弟尤篤，起為武庫主事，武庫掌百司傔從，或得操奇贏以自潤，陬恬靜斂退，贏馬陋宅如曩昔，遇古今書，會意處輒手錄之，退為從遊者剖析無倦。累典鄉會試稱得士，景泰乙亥奉命同修宋元史續朱子綱目，一夕歸史館暴卒，劉學士定之表其墓，著有《書經提要》、《約齋稾》，從祀鄉賢祠。 省志、府志、舊志
2. ↑  光緒《黃巖縣志·卷十四·選舉志一》：宣德四年己酉科 四十九名……章陬 鄉試第二，丙辰會魁
3. ↑  《明英宗睿皇帝實錄·卷三十一》：（正統二年六月）丁卯擢進士柳文為行在戶部主事，章陬行在禮部主事，陳瑊、李同仁、齊汪、黃輿、逯端行在兵部主事，鄧履純刑部主事，李秉福建延平府推官。
4. ↑  《明英宗睿皇帝實錄·卷二百五十六·廢帝郕戾王附錄第七十四》：（景泰六年七月乙亥）……推舉左春坊大學士兼翰林院侍讀彭時，右春坊大學士兼翰林院侍講劉儼，翰林院侍講學士兼右春坊右中允呂原，翰林院侍講學士兼左春坊左中允倪謙，司經局洗馬翰林院修撰李紹，春坊贊善兼翰林院撿討錢溥，詹事府府丞李侃、李齡，順天府治中劉實，兵部主事章陬，中書舍人兼司經局正字劉鉞，國子監博士陳淮，南京通政司參議丁澄，南京尚寶司司丞宋懷，南京刑部主事張和，南京工部主事劉昌，南京國子監學錄蕭士高，湖廣蘄州知州金銑，浙江仁和縣學教諭聶大任俱堪任編纂（《續宋元資治通鑑綱目》），從之。
5. ↑  《正統元年丙辰科進士登科錄》